# Ainay-le-Château
Ainay-le-Château település Franciaországban, Allier megyében. Lakosainak száma 987 fő (2022. január 1.). Ainay-le-Château Isle-et-Bardais, Saint-Bonnet-Tronçais, Bessais-le-Fromental, Charenton-du-Cher és Vernais községekkel határos.

## Népesség
A település népességének változása:
| Lakosok száma | 1613 | 1544 | 1458 | 1116 | 1021 | 1019 | 994  | 987  | 983  | 987  |
|               | 1968 | 1982 | 1990 | 2006 | 2013 | 2015 | 2017 | 2019 | 2020 | 2022 |